# خصم فوري
إن الخصْم الفوري أو أحيانًا الوفورات الفورية هو إستراتيجية تسويق أو حيلة يُعلن فيها عن منتج بسعر معيّن أو بسعر مخفض، ويُطبق هذا الخصم في وقت إتمام البيع. على سبيل المثال، قد يعلن المتجر عن أداة صغيرة بسعر 9.99 دولارات، مع خصْم فوري يصل إلى 5 دولارات، وبالتالي يكون السعر 4.99 دولارات. أو قد يُعلَن عن المنتج بسعر 4.99 دولارات، بخصم فوري يصل إلى 5 دولارات.
تختلف الخصومات الفورية عن خصم ترجيع الثمن. في الظروف الطبيعية، فإن الخصم يُمنح لأحد العملاء، والذي يقوم بإرسال رسالة مرفق بها كوبون مع دليل الشراء، وتُرسل رسالة إليه تتضمن شيكًا من قِبل جهة التصنيع أو معالج الخصم. في حالة تطبيق خصم فوري، يُقتصد الخصم في الحال، أي في وقت الشراء.
يمكننا القول إن الخصْم الفوري خصم على سعر المنتج. وفي إستراتيجية الحسابات، ستكون الفاتورة الفعلية أقل حسب مقدار الخصم الفوري الذي يُمنح للعميل. إذن تكلفة الفاتورة = تكلفة المنتج - مقدار الخصم الفوري.